# Oxyothespis wagneri
Oxyothespis wagneri es una especie de mantis de la familia Mantidae.

## Distribución geográfica
Se encuentra en Afganistán, Irán y Turquestán.